# Leverano
Leverano (lokale Bezeichnung: Liranu) ist eine süditalienische Gemeinde (comune) mit 13.476 Einwohnern (Stand 31. Dezember 2023) in der Provinz Lecce in Apulien. Die Gemeinde liegt im nordöstlichen Salento etwa 16 Kilometer westsüdwestlich von Lecce. Zum Ionischen Meer sind es 9 Kilometer in westlicher Richtung.

## Geschichte

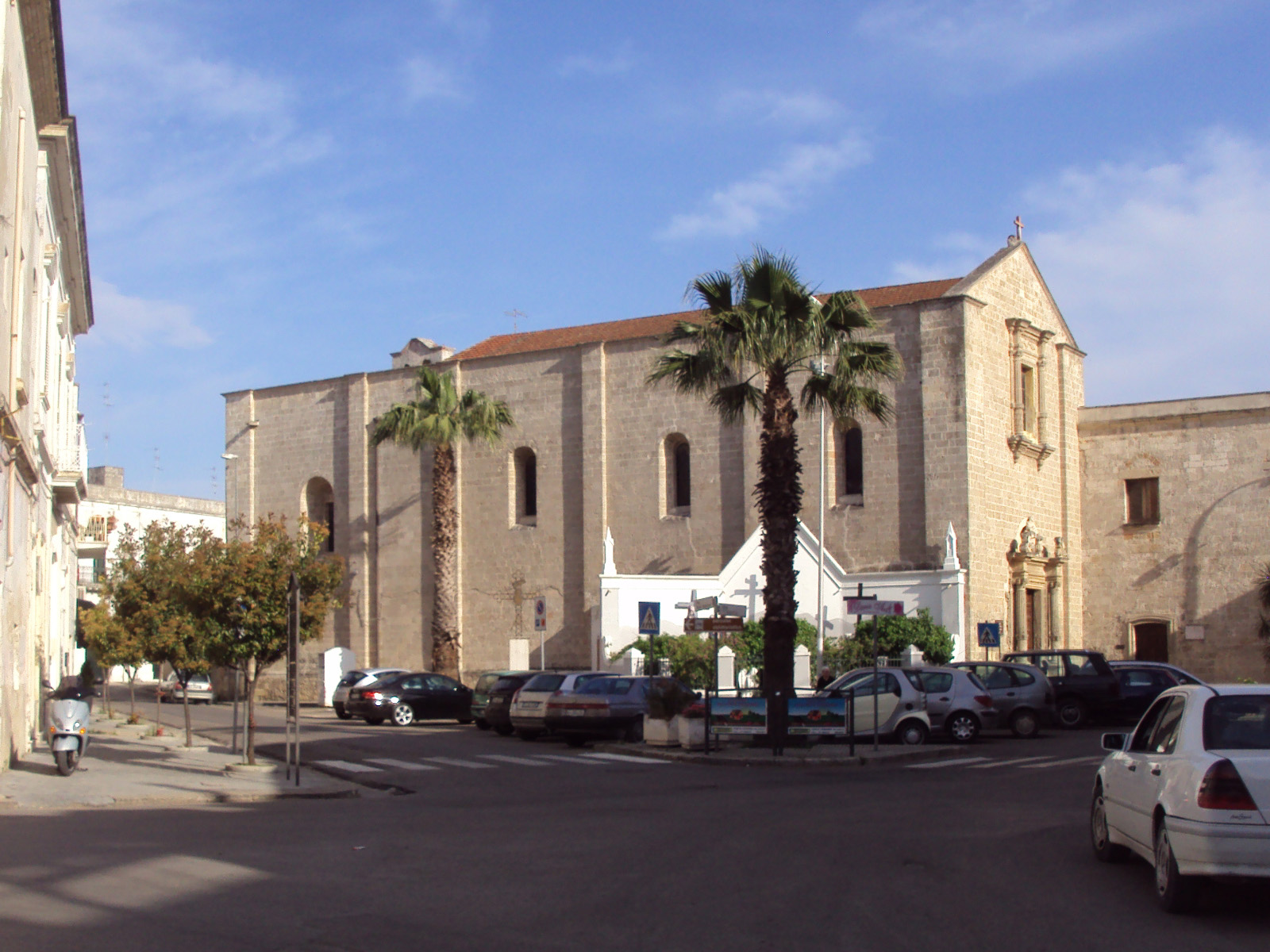
Kirche und Kloster Santa Maria delle Grazie.

Leverano wurde mehrfach zerstört. Zunächst durch die Ostgoten unter Totila noch vor dessen Tod 552. Schließlich gelang es im 9. Jahrhundert den Sarazenen, den Ort zu zerstören. Eine Befestigungsanlage (der Torre Friedriciana), die der normannischen Bauweise entspricht, wurde 1220 zum Schutz vor Piraten errichtet. Sein Name stammt vom Staufer Friedrich II.

## Wirtschaft
Wein aus Leverano steht unter dem Schutz der Herkunftsbezeichnung (DOC). Roter Leverano DOC besteht zu 65 % aus Negroamaro und zu 35 % aus Montepulciano, Sangiovese oder Malvasia. Der Alkoholgehalt beträgt mindestens 12 Volumenprozent.
Weißer Leverano muss mindestens 11 Volumenprozent haben. Er muss zu 65 % aus weißem Malvasia (Malvasia Bianca) bestehen. Die übrigen 35 % können durch Trebbiano oder Bombino Bianco ergänzt werden.

## Gemeindepartnerschaften
Leverano unterhält Partnerschaften mit dem griechischen Sfakiotes im Regionalbezirk Lefkada auf den Ionischen Inseln und mit der spanischen Stadt Guillena in der Provinz Sevilla.